# Romariswandköpfe
Die Romariswandköpfe sind ein aus zwei Gipfeln bestehender Berg der Glocknergruppe im Westlichen Tauernhauptkamm, einem Gebirge der Zentralalpen. Daher werden die beiden Gipfel laut den offiziellen österreichischen staatlichen Karten und Veremssungsunterlagen Romariswandköpfe genannt, aber auch die Bezeichnung als Romariswandkopf ist in Gebrauch. Sie liegen genau auf der Grenze zwischen den österreichischen Bundesländern Kärnten und Osttirol. Der Hauptgipfel ist laut Literatur 3508 Meter, nach den Angaben des österreichischen Bundesamtes für Eich- und Vermessungswesen jedoch 3511 Meter hoch. Der Nordwestgipfel weist dagegen nur eine Höhe von 3491 Metern auf. Die beiden Gipfel sind etwa 120 Meter voneinander entfernt. Nach Nordwesten, Osten und Südwesten sendet der Doppelgipfel ausgeprägte Grate aus. Der Südgrat wird aufgrund seiner Größe als Romariswand bezeichnet.
Die Romariswandköpfe sind von der nordöstlich gelegenen Oberwalder Hütte über den Gletscher Pasterzeboden oder von der südlich gelegenen Stüdlhütte über das Teischnitz- und das Fruschnitzkees gut zu erreichen. Zuerst bestiegen und überschritten wurden die Köpfe am 29. August 1868 von dem Prager Kaufmann und Alpinisten Johann Stüdl und den Bergführern Michel Groder und Andreas Kerer aus Kals.

## Lage und Umgebung

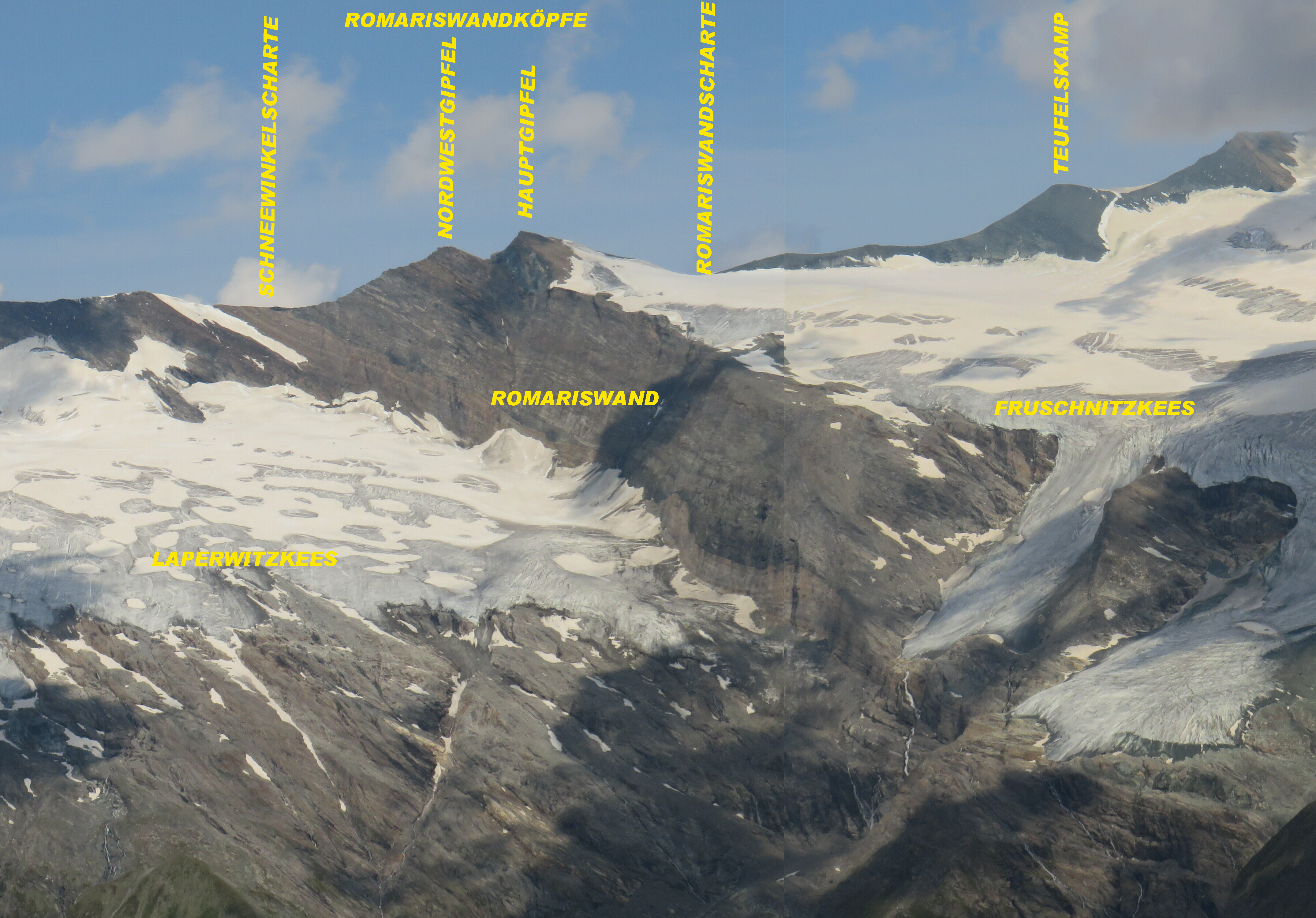
Romariswandköpfe zwischen Laperwitzkees und Fruschnitzkees, Ansicht von Südwesten aus dem Kalser Dorferer Tal

Die Romariswandköpfe gehören zum Glocknerkamm und sind vollständig von Gletschern umgeben. Im Norden erstreckt sich der Schneewinkel der zum Nährgebiet der Pasterze gehört, dem größten Gletscher der Ostalpen. Südlich des Ostgrats liegt das Fruschnitzkees, das bis zu beiden Gipfeln reicht, und westlich der Romariswand, am Südgrat, liegt das Laperwitzkees.
Benachbarte Berge sind im Verlauf des Nordwestgrats, getrennt durch die auf 3412 Metern Höhe gelegene Schneewinkelscharte, der 3476 Meter hohe Schneewinkelkopf und das Eiskögele mit einer Höhe von 3426 Metern. Entlang des firnbedeckten Glocknerkamms, nach Südosten, liegen, getrennt durch den Romariswandsattel auf 3426 Metern Höhe gelegen, der Teufelskamp (3511 m), die Glocknerwand mit ihren sieben Türmen und jenseits der Unteren Glocknerscharte (3596 m) schließlich der Großglockner.
Nach Westen fallen die Romariswandköpfe hinab ins Dorfer Tal, der nördlichen Verlängerung des Kalser Tals. Die nächstgelegenen bedeutenden Siedlungen sind das gut 10 Kilometer Luftlinie südlich gelegene Osttiroler Ködnitz bei Kals am Großglockner und das etwa 20 km im Norden liegende Kaprun im salzburgischen Pinzgau.

## Stützpunkte und Touren

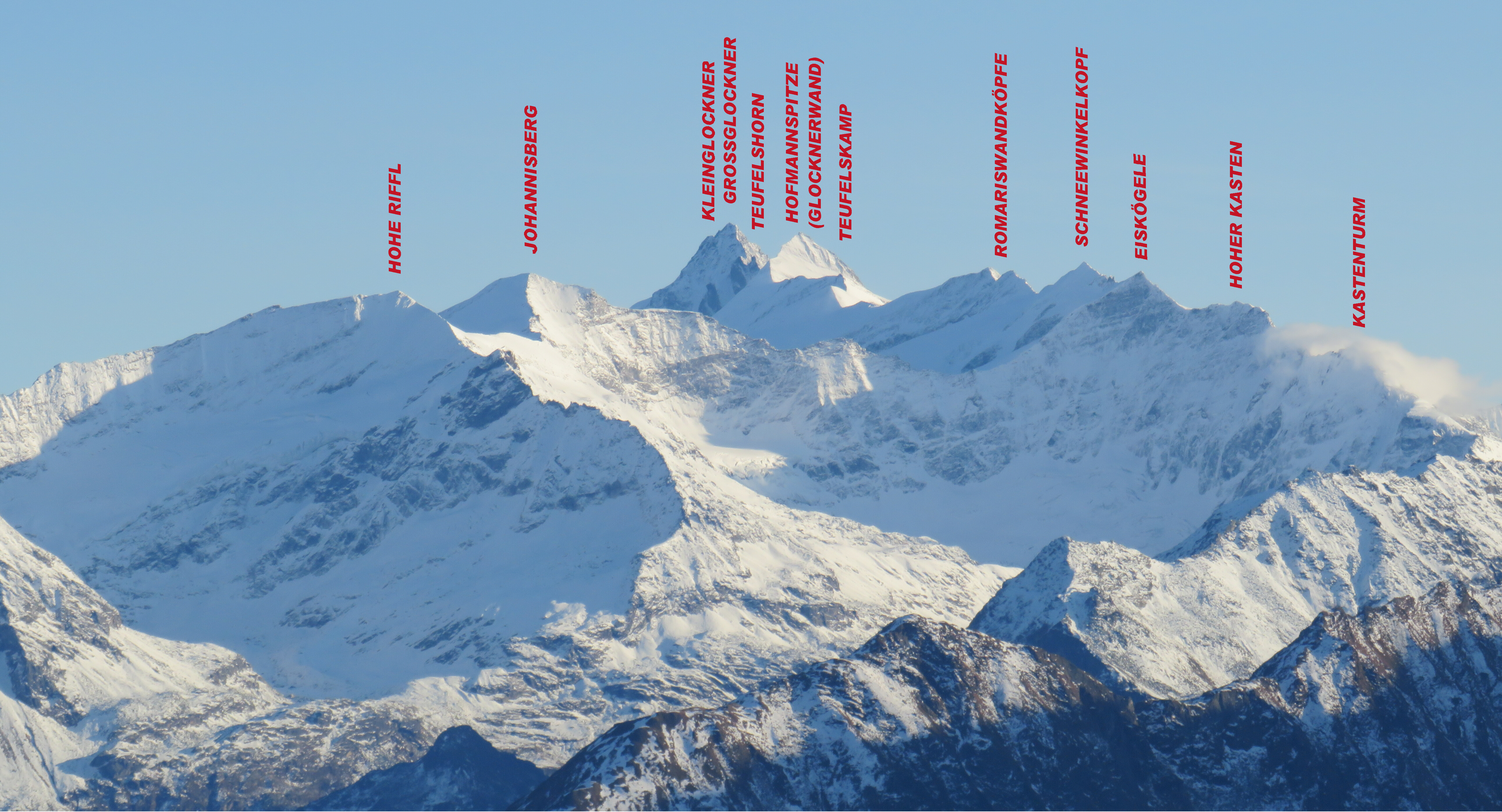
Lage der Romariswandköpfe im Tauernhauptkamm bzw. dem Glocknerkamm gesehen von Nordwesten, mittig vorne das Ödenwinkelkees, links Oberes Rifflkees, Unteres Rifflkees und Rifflkarkees

Der Weg der Alpinisten im Jahre 1868 führte von der bereits bestehenden Stüdlhütte auf 2802 Metern Höhe, deren Bau Johann Stüdl finanziert hatte, in nördlicher Richtung über das Teischnitzkees hinauf zum Gramúlsattel (3219 m) und dann weiter über den firnbedeckten Südkamm des Romariswandkopfes hinauf zum Haupt- und weiter zum Nordwestgipfel. Der geplante Abstieg hinunter zur Pasterze musste aber abgebrochen werden, wegen zu steilen Geländes und aufkommenden Nebels. Erst 1876 gelang der Übergang von der Stüdlhütte zur Pasterze an einer anderen Stelle dem Prager Alpinisten Karl Kögler mit seinen Führern Josef Kerer und Peter Huter.
Der heutige Normalweg folgt den Erstersteigern, ist aber auch von der Oberwalderhütte, die mit 2972 m höher als die Stüdlhütte liegt, aus möglich. Da der Romariswandkopf nur als ernsthafte Hochtour erreicht werden kann, sind entsprechende Ausrüstung und Gletschererfahrung unbedingt erforderlich. Von der Stüdlhütte aus beträgt die Gehzeit, laut Literatur, etwa drei Stunden. Die meisten Routen sind auch für Skibergsteiger geeignet. Weitere Anstiege führen über den Nordwestgrat (Kletterschwierigkeit UIAA II), durch die Nordwand (Eisneigung bis 50°), durch die Nordostrinne (Eis 55°), sowie durch die steinschlaggefährdete Südwestrinne (kombiniert Eis/Fels, 40°/UIAA III, 300 Höhenmeter).